# JスカイB
JスカイB（JSkyB）は、ジェイ・スカイ・ビー株式会社（Japan Sky Broadcasting Co., Ltd.）が運営する予定であったCS放送のプラットフォーム。
1996年6月、英国・BスカイB（現在のSky UK）の大株主であるニューズ・コープ（ニューズ、現・21世紀フォックス）がソフトバンクとパートナーを組み、「JスカイB」計画を発表。同年委託放送事業者とプラットフォーム会社を設立。翌1997年にソニーとフジテレビジョンがイコールパートナーとして資本参加した。
1998年4月25日の放送開始に先立ち、同年5月1日にはジェイ・スカイ・ビーと「パーフェクTV!」を運営する日本デジタル放送サービス（現・スカパーJSAT）が対等合併することが決まっていたため、スカイパーフェクTV!（スカパー!）の「SKYサービス」として放送開始することとなった。
なお、JスカイBの本社（東京都江東区青海）は、合併後、スカパーの青海放送センターとして使用されている。

## 沿革
- 1996年6月20日 - ニューズ・コーポレーションとソフトバンクにより「JスカイB」計画発表。同日発表された旺文社が保有するテレビ朝日（当時は全国朝日放送）株式の買収（のちに朝日新聞社に売却）もその一環（日本のテレビ局が持つ優良な日本語コンテンツ獲得を円滑に進めるため）と説明。
- 1996年9月4日 - 使用衛星を日本サテライトシステムズ（現・スカパーJSAT）が保有するJCSAT-4に決定。
- 1996年9月5日 - 委託放送事業者（スカイエンターテイメント株式会社（現・ジェイ・スポーツ））設立。代表取締役社長は北尾吉孝[1]。
- 1996年12月17日 - ジェイ・スカイ・ビー株式会社設立。代表取締役会長はルパート・マードック、代表取締役社長は孫正義[1]。
- 1997年5月 - ソニー、フジテレビジョンがイコールパートナーとして資本参加。
- 1997年12月25日 - 日本デジタル放送サービスとの合併交渉開始に合意。
- 1998年2月3日 - 日本デジタル放送サービスとの対等合併に合意。
- 1998年4月25日 - 「SKYサービス」放送開始。
- 1998年5月1日 - 日本デジタル放送サービスと合併。

## 株主系委託放送事業者
計画当初は、JスカイBだけで150チャンネルを放送する予定だったため、ディレクTVと同様、主要株主による委託放送事業者を設立し、番組供給会社から供給を受ける予定だった。なお、スカイエンターテイメント以外の12社はソフトバンク10.1%、ニューズ・コーポレーション10%、パートナー企業が80%出資で計画されていた。
しかし、パーフェクTV!との提携・合併により、ディレクTVのようにパーフェクTV!で放送されているチャンネルごと供給を受ける必要がなくなったためチャンネル数は大幅に縮小されたこと、ソニーやフジテレビがイコールパートナーとして資本参加したことから、計画変更を余儀なくされた。
- スカイブロードキャスティング（JスカイB100%）
  - プロモch（Ch.202）、EPG情報など。合併により日本デジタル放送サービスに承継。

- スカイエンターテイメント（JスカイB100%→ニューズ・コーポレーション、ソフトバンク、ソニー、フジテレビ各25%）
  - 1996年9月5日 - 会社設立。設立当初はソフトバンク80.1%、ニューズ・コーポレーション19.9%の出資比率だった。
    - 設立時、郵政省（当時）に申請したチャンネル（計12ch）…Sky Music（小室哲哉とのタイアップによる日本向け音楽チャンネル）、Sky PC（コンピュータ情報チャンネル）、Fox News（米国ニュース）、Sky News（英国ニュース）、STAR Plus（スターTV（現STAR）発のアジア総合エンターテイメント）、STAR Movies（インディペンデント系映画）、Sky Movies（ハリウッド映画中心）、Sky Action Movies（アクション映画専門）、Sky Kids（アニメ）、Sky Sports、Sky One（Fox TVを含めた世界のエンターテイメント番組）、Sky Two（日本発のエンターテイメント番組）

  - 1997年2月21日 - JCSAT-3で合計9chの委託放送業務の認定を受ける。
  - 1997年5～9月 - 認定を受けたチャンネルのうち、6ch（STAR PLUS/アジアTV、Channel [V]、STAR MOVIE（→スカイ名画座）、FOX NEWS、スカイニュース、SKY sports（現J SPORTS 4））が順次放送開始（残る3chは放送開始できず返上）。
  - 1998年4月24日 - JCSAT-4で合計6chの委託放送業務の認定を受ける。
  - 1998年4月25日 - SKY sports 1・2（現・J SPORTS 1・2）、特別無料チャンネル（Ch.707、期間限定）放送開始。
  - 1998年6月10日 - 7月13日 「ワールドカップだけのための500時間」（Ch.718、期間限定。1998 FIFAワールドカップ期間前後に、ワールドカップ情報や討論会、糸井重里や一般のファンなどが試合中継を見ている様子などを試合映像なしで放送。実際の放送時間は641時間）放送。
  - 1998年7～8月 - 日本映画専門チャンネル、時代劇専門チャンネル、北野チャンネル、FISHING TV（→SKY Fishing 753）が順次放送開始。
  - 2000年2月 - SKY sports 1・2とFOX NEWS、スカイニュース、スカイ名画座との間で使用衛星の変更が行われる。
  - 2000年3月 - STAR PLUS/アジアTV、Channel [V]、FOX NEWS、スカイニュース、スカイ名画座、北野チャンネルが放送終了。
  - 2000年4月 - 住友商事、リバティメディア、ジュピター・プログラミング（現・ジュピターテレコム メディア事業部門）が出資するJ-SPORTSと経営統合、「ジェイ・スカイ・スポーツ」に社名変更。チャンネル名もSKY sportsからJ SKY SPORTSに変更。日本映画専門チャンネルと時代劇専門チャンネルは日本映画衛星放送に、SKY Fishing 753は釣りビジョンにそれぞれ承継。（以降はJ SPORTSおよび各社の項目を参照）

- スカイムービーズ（JスカイB100％→ソニー、ソニー・ピクチャーズ、ニューズ・コーポレーション系）
  - 1998年8月 - 「SKY MOVIE」、「SKY CINEMA」放送開始。各3チャンネルずつ、2時間ずつ時間をずらして同一番組を放送する時差放送を行っていた。
  - 2001年6月 - スター・チャンネルと経営統合により放送終了。

- ニューズ・ブロードキャスティング・ジャパン（現・FOXインターナショナル・チャンネルズ。ニューズ・コーポレーション系）

- SPEブロードキャスト・ジャパン（ソニー・ピクチャーズテレビジョン・ジャパン(SPTVJ)の子会社。ソニー、ソニー・ピクチャーズ系）
  - 1998年6月 - AXN放送開始。
  - 2001年12月 - SPTVJ、ソニー・ピクチャーズ エンタテインメント（SPEJ）に合併。
  - 2002年6月 - SPEブロードキャスト・ジャパン、SPEJに合併。
  - 2003年8月 - SPEJから会社分割により株式会社AXNジャパン設立。この際、ジュピター・プログラミング（現・ジュピターテレコム メディア事業部門）が資本参加する。

- アニマックス・ブロードキャスト・ジャパン（ANIMAX。SPTVJとアニメーション制作会社による合弁会社）

- エスエムイー・ティーヴィ（Viewsic（現・MUSIC ON! TV）。ソニー・ミュージックエンタテインメント系）

- デイブレイク（ソニー・毎日放送系）
  - 1998年4月 - 会社設立。
  - 1998年6月 - 「Tennis TV」放送開始。
  - 2000年4月 - ソニーコミュニケーションネットワーク（SCN、現・ソニーネットワークコミュニケーションズ）が出資。ソネットスポーツ・ドットコム株式会社に社名変更。
  - 2000年8月 - 「Tennis TV」プラスにチャンネル名変更。
  - 2000年9月 - 放送終了。一部番組は「So-netチャンネル」に番組提供。
  - 2006年10月 - 会社解散。

- デジタルメディアエンタテインメント（ソニー系）
  - 1998年4月 - 会社設立。
  - 1998年6月 - 「VaioNet」放送開始。
  - 1999年5月 - データ放送「Music Link」放送開始（2000年6月放送終了）。
  - 2000年7月 - SCN100%出資により番組制作会社「ソネット・ビィメディア」設立。
  - 2000年10月 - 「So-netチャンネル」にチャンネル名変更。
  - 2003年1月 - SCNとソネット・ビィメディアが合併。SCNが委託放送事業者の免許を承継。
  - 2003年4月 - 「So-netチャンネル749」にチャンネル名変更。
  - 2006年10月 - 「アジアドラマチックTV★So-net」にチャンネル名変更。

- コンピュータ・チャンネル（ソフトバンク系（当時）。現・NBCユニバーサルグローバル・ネットワークス・ジャパン）

- フジテレビジョン（フジテレビ721（現・フジテレビTWO）・739（フジテレビONE））